# Martijn Kuiper
Martijn Kuiper (Nijmegen, 21 november 1978) is een voormalig Nederlands voetballer van Go Ahead Eagles uit Deventer.
Kuiper debuteerde in het seizoen 1996/1997 in de hoofdmacht van Vitesse, eerder speelde hij voor de aartsrivaal N.E.C. uit zijn geboortestad Nijmegen. Nadat hij in anderhalf jaar tot slechts 9 wedstrijden was gekomen, vertrok hij in 1998 voor een half jaartje naar RKC Waalwijk, waar hij basisspeler werd. Na zijn terugkeer in Arnhem kwam hij daar regelmatig aan spelen toe, maar na een jaar werden de speelminuten weer schaars en in 2000 naar RBC Roosendaal. Weer keerde hij terug naar Vitesse, waar hij weer niet aan spelen toe kwam. In 2002 vertrok hij naar Go Ahead Eagles, waar de verdediger zich in de basis werkte. Hij had een contract tot medio 2006.